# Чешские переводы Библии

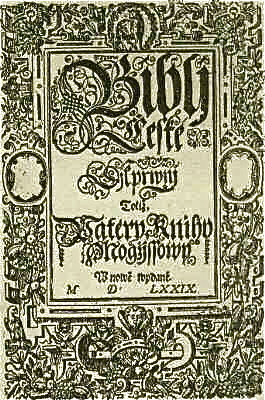

Чешские переводы Библии появились в позднем Средневековье и связаны с деятельностью Яна Гуса. Поскольку Чехия (Богемия) была католической страной, то за основу переводов был взят латинский перевод Вульгата. Первая печатная Библия на чешском была опубликована в 1488 году (Пражская Библия). Более совершенный перевод Библии был выполнен моравскими братьями и издан в 1579 году. Этот перевод стал известен как Кралицкая Библия.
Также существует перевод Библии на чешский, выполненный свидетелями Иеговы (чеш. Svate Pismo).

## Особенности с точки зрения Свидетелей Иеговы
Твердь передана как obloha (Быт. 1:6; в переводе Нового Мира — prostor), змей — как Had (Быт. 3:1), допотопные исполины — как Obrové (ср. обры; Быт. 6:4; в переводе Нового Мира — Nefilim), ад — как peklo (Ис. 14:9; в переводе Нового Мира — šeol). Левиафан (Пс. 103:26) назван velryb. Господь передается то как Hospodin (в Ветхом Завете), то как Pán (в Новом Завете). Марк назван Marek, Лука — Lukáš, Иоанн — Jan. Идиома Агнец Божий передана как Beránek Boží (Ин. 1:36). Волхвы переведены как mudrci (Мф. 2:1; в переводе Нового Мира — astrologové). Призыв любите передан как Milujte, благодать — как milost.